# Попельово (Калузька область)
Попельово (рос. Попелёво) — село в Козельському районі Калузької області Російської Федерації.
Населення становить 571 особу. Входить до складу муніципального утворення Село Попелево.

## Історія
Від 2004 року входить до складу муніципального утворення Село Попелево.

## Населення
| 2002 | 2010 |
| ---- | ---- |
| 552  | ↗571 |